# Милованович, Марко (футболист, 1982)
Марко Милованович (серб. Марко Миловановић / Marko Milovanović; 12 августа 1982, Валево, СФРЮ) — сербский футболист, защитник.

## Карьера
Выступал за сербские клубы «Колубара», «Явор», «Смедерево» и украинскую «Таврию» Симферополь. В 2007 и 2008 годах был в заявке пермского «Амкара», однако на поле практически не появлялся, сыграв лишь 2 матча в чемпионате России. В 2009 году вернулся в «Явор».